# Cjenovna elastičnost potražnje
Cjenovna elastičnost potražnje ekonomska je mjera osjetljivosti tražene količine na njezinu cijenu. Kada cijena poraste, tražena količina pada za gotovo svako dobro, ali za neke pada više nego za druge. Elastičnost cijene izražava postotak promjene tražene količine kada dođe do povećanja cijene od jedan posto, držeći sve ostalo konstantnim. Ako je elastičnost −2, to znači da rast cijene od jedan posto dovodi do pada tražene količine od dva posto. Druge vrste elastičnosti mjere kako se tražena količina mijenja s drugim varijablama: npr. dohodovna elastičnost potražnje za promjene dohotka potrošača.
Cjenovne elastičnosti negativne su osim u posebnim slučajevima. Ako se za dobro kaže da ima elastičnost 2, to gotovo uvijek znači da dobro prema formalnoj definiciji ima elastičnost od −2. Izraz "elastičniji" znači da elastičnost dobra ima veću veličinu. Veblenova dobra i Giffenova dobra dva su razreda dobara koje imaju pozitivnu elastičnost, što ih čini rijetkim iznimkama od zakona potražnje. Potražnja za dobrima neelastična je kada je elastičnost manja od jedan u apsolutnoj vrijednosti: to jest, promjene cijene imaju relativno mali učinak na traženu količinu. Potražnja za dobrima elastična je kada je elastičnost veća od jedan. Dobro s elastičnošću -2 ima elastičnu potražnju jer količina pada dvostruko više od povećanja cijene; elastičnost od -0,5 ima neelastičnu potražnju jer je količinski odgovor polovica povećanja cijene .
Prihod je maksimalan kada je cijena postavljena tako da elastičnost iznosi točno jedan. Elastičnost dobra može se koristiti za predviđanje učestalosti (ili "opterećenja") poreza na to dobro. Za određivanje cjenovne elastičnosti koriste se različite metode istraživanja, uključujući testna tržišta, analizu povijesnih podataka o prodaji i zajedničku analizu.